# 1532 az irodalomban
Az 1532. év az irodalomban.

## Új művek

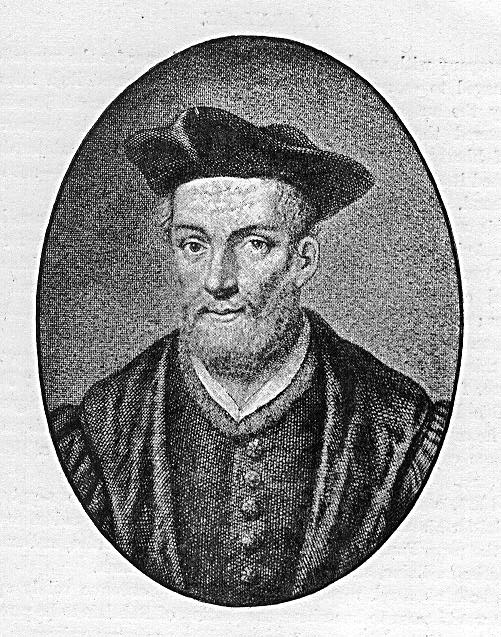
François Rabelais

- 1532–1564 – François Rabelais: Gargantua és Pantagruel (eredeti címe: La vie de Gargantua et de Pantagruel). Az öt könyvből álló regénynek elsőként ez a – történetének időrendje szerint második – könyve jelent meg: Pantagruel.
- A szerző halála után öt évvel megjelenik Niccolò Machiavelli leghíresebb munkája, A fejedelem (Il Principe).
- október 1. – Ludovico Ariosto nyomdába adja Orlando furioso (Őrjöngő Lóránd) című eposzának végső, hat énekkel bővített változatát.
- Clément Marot francia költő versgyűjteménye: L’Adolescence clémentine (Clément ifjúsága).

## Születések
- február 19. – Jean-Antoine de Baïf francia költő, a Pléiade költői csoport tagja († 1589)
- 1532 – Méliusz Juhász Péter református püspök, egyháztudós, író, botanikus, a magyarországi reformáció legeredetibb és legnagyobb egyénisége († 1572)
- 1532 – Étienne Jodelle francia költő, drámaíró, a Pléiade-csoport tagja  († 1573)